# Ꚅ (слово ћирилице)
Ꚅ ꚅ (Ꚅ ꚅ; искошено: Ꚅ ꚅ) је писмо ћириличног писма. Зове се Жв. Облик слова је настао као лигатура ћириличких слова З (З з) и Ж (Ж ж).
Ꚅ се користило у абхаском језику, где је представљао звучни палато-алвеоларни сибилант /ʒʷ/. Ово је замењено диграфом ⟨Жә⟩.

## Рачунарски кодови
| Знак                      | Ꚅ                            | Ꚅ                            | ꚅ                          | ꚅ                          |
| ------------------------- | ---------------------------- | ---------------------------- | -------------------------- | -------------------------- |
| Назив у Уникоду           | CYRILLIC CAPITAL LETTER ZHWE | CYRILLIC CAPITAL LETTER ZHWE | CYRILLIC SMALL LETTER ZHWE | CYRILLIC SMALL LETTER ZHWE |
| Врста кодирања            | децимална                    | хексадецимална               | децимална                  | хексадецимална             |
| Уникод                    | 42628                        | U+A684                       | 42629                      | U+A685                     |
| UTF-8                     | 234 154 132                  | EA 9A 84                     | 234 154 133                | EA 9A 85                   |
| Нумеричка референца знака | &#42628;                     | &#xA684;                     | &#42629;                   | &#xA685;                   |